# Torrecuadrada de Molina
Torrecuadrada de Molina ist ein Ort und eine Gemeinde (municipio) mit 22 Einwohnern (Stand: 2024) im Osten der Provinz Guadalajara in der Autonomen Gemeinschaft Kastilien-La Mancha in Zentralspanien. Neben dem Hauptort Torrecuadrada de Molina gehört auch der Weiler Otilla zur Gemeinde. 

## Lage und Klima
Torrecuadrada de Molina liegt im Iberischen Gebirge in einer Höhe von 1190 m. Die Entfernung zur westsüdwestlich gelegenen Provinzhauptstadt Guadalajara beträgt ca. 110 Kilometer (Fahrtstrecke). Das Klima ist warm und gemäßigt; die Niederschläge (585 mm/Jahr) verteilen sich über das Jahr.

## Bevölkerungsentwicklung
| Jahr      | 1960 | 1970 | 1981 | 1991 | 2001 | 2011 | 2021 |
| Einwohner | 324  | 96   | 29   | 25   | 17   | 24   | 17   |

## Sehenswürdigkeiten

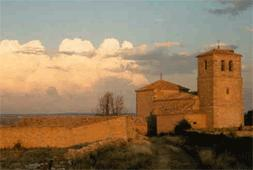
Kirche der Unbefleckten Empfängnis
- Marienkapelle

- Kirche der Unbefleckten Empfängnis